# Toshio Masuda (componist)
Toshio Masuda (Japans: 増田俊郎, Masuda Toshio) (Tokio, 28 oktober 1959) is een Japans componist. Hij heeft verscheidene nummers gecomponeerd en samengesteld voor verscheidene Japanse televisieshows en teken- en animatiefilms.
Masuda is het meest bekend van zijn (achtergrond)nummers uit de Japanse animatieserie Naruto.

## Teken-, Animatiefilms
- Excel Saga (1999)
- Jubei-chan (1999)
- Hand Maid May (2000)
- Mahoromatic (2001)
- Puni Puni Poemy (2001)
- Naruto (2002)
- Ai Yori Aoshi (2002)
- Jubei-chan 2 (2004)
- Mushishi (2005)

- Biblioteca Nacional de España: XX966585
- International Standard Name Identifier: 0000 0001 1499 6759
- Library of Congress Control Number: no2006122076
- MusicBrainz: bbe94033-40e5-4350-abe6-ac5af4c24079
- Virtual International Authority File: 162793103